# Hydriomena cedda
Hydriomena cedda är en fjärilsart som beskrevs av William Schaus 1922. Hydriomena cedda ingår i släktet Hydriomena och familjen mätare. Inga underarter finns listade i Catalogue of Life.